# Velvícsia
A velvícsia (Welwitschia mirabilis) a leplesmagvúak (Gnetophyta) törzsébe tartozó velvícsiák (Welwitschopsida) osztályának egyetlen faja. Rendszertani különállása okán a növényrendszertanban elfoglalt hierarchiája nem egyértelmű: egyes rendszerezők szerint nem külön osztály, csak a gnétumok (Gnetopsida) osztályának egyik rendje (Welwitschiales). Nevét az osztrák botanikus Friedrich Welwitsch után kapta, aki 1859-ben fedezte fel. Átlagosan 500-600 évet élnek, de egyes példányai 2000 évnél is idősebbek.

## Elterjedése
Dél-Afrika nyugati, Csontvázpartnak nevezett partvidékén, Angola déli és Namíbia nyugati részén, a Namib-sivatagban honos. Ezen a területen alig hull eső, mivel az Atlanti-óceánban a part mentén északnak tartó, hideg Benguela-áramlás a tenger fölött annyira lehűti a levegőt, hogy a levegő nem száll fel. A tengerparton, mintegy ezerötszáz kilométer hosszan húzódó (nagyjából száz kilométer széles) sivatagban a csapadék fő forrása a ködszitálás.

## Megjelenése, felépítése
Különleges virágú, kétlaki növény. Törzse vaskos, rövid, a közepén tölcsérszerűen belapul. Mindig két darab, széles és hosszú, szürkésszöld, szalagszerű lomblevele van. Ezek folyamatosan növekednek, akár több száz éven át is, mivel a velvícsia körülbelül ilyen élettartamot él meg. Levelei idővel vékony csíkokra hasadoznak szét, mintha a növénynek több, keskeny levele lenne: ezek a levelek veszik fel a hajnali párát.
Répaszerű gyökere mélyre hatol vízért és tápanyagokért – egyúttal raktároz is táplálékot.
Törzsében a tracheidák mellett sok tracheát is találunk.
Virágai a levelek hónaljából kinövő, elágazó nyélen fejlődnek ki. Termős virágait tobozszerű, fás pikkelyek takarják. A magkezdemény, amelyből kis bibeszálszerű képződmény bújik ki, a pikkely falára tapad. A toboz négyélű, a magkezdemények a termőlevelek tövében, viszonylag szabadon fejlődnek. A porzós virágok ugyancsak a tobozpikkelyekben nyílnak, a pikkelyeken csak a portokok nyúlnak túl. A virágok a levelek hónaljából kinövő, elágazó nyeleken ülnek. A tobozokban nagy mennyiségű szárnyas magot termel.

## A kultúrában
A szívósság, kitartás és ellenálló képesség szimbólumaként Namíbia címerében is helyet kapott.
Kárándi Mónika festészetének alap motívuma.

## Képek

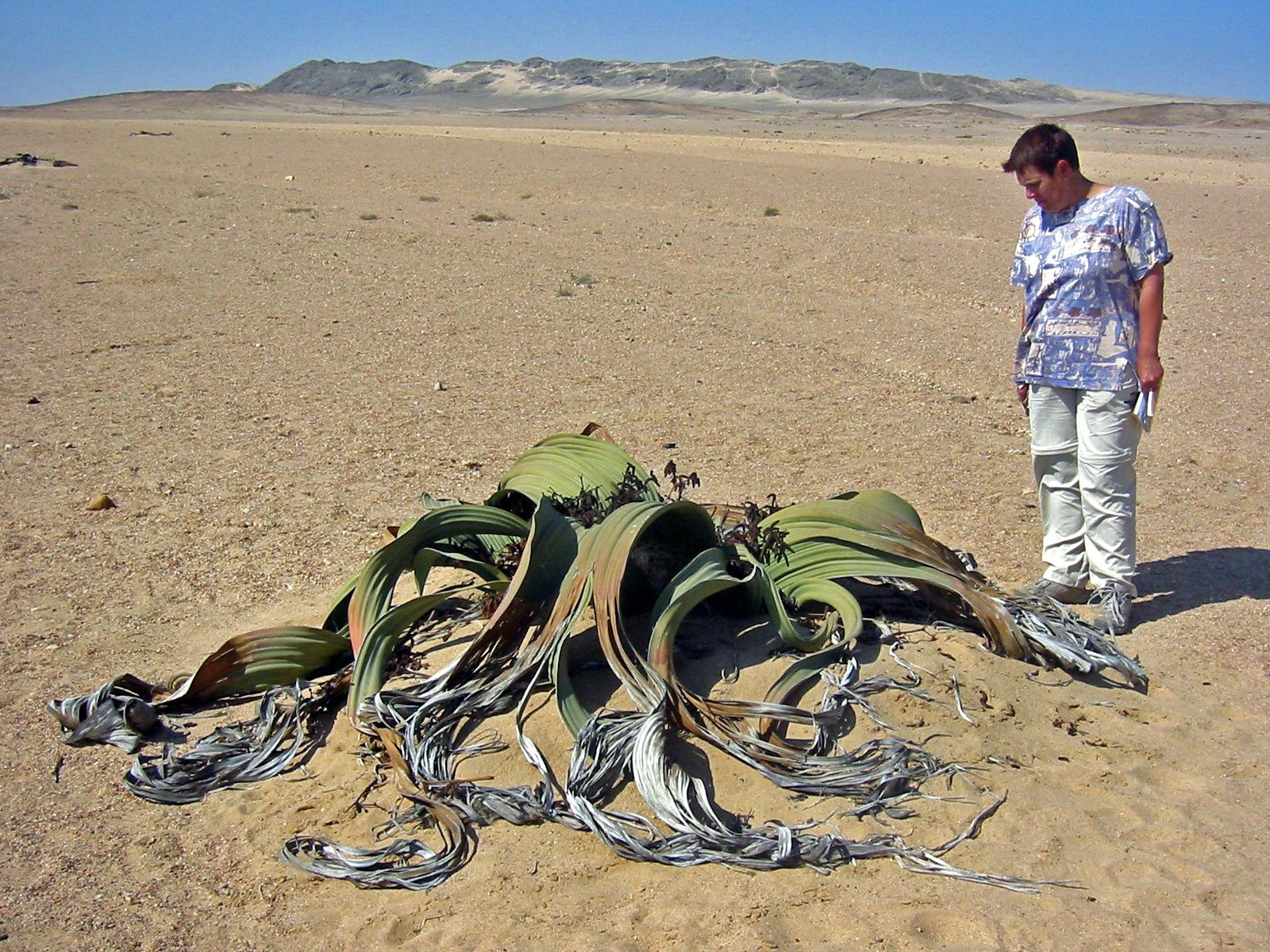
Hímivarú növény természetes élőhelyén, Namíbiában
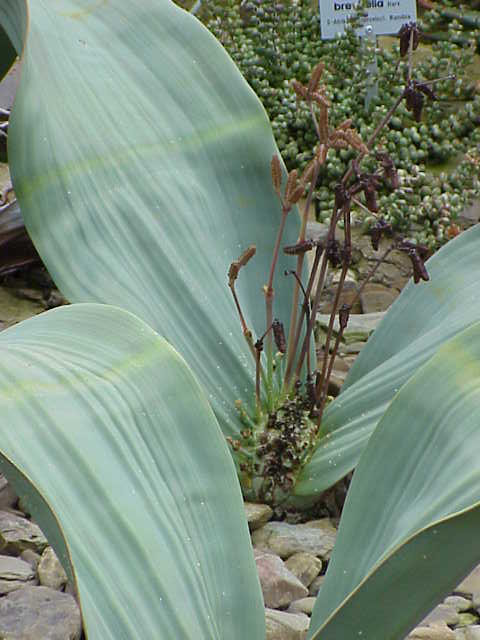
Nőivarú virágzata
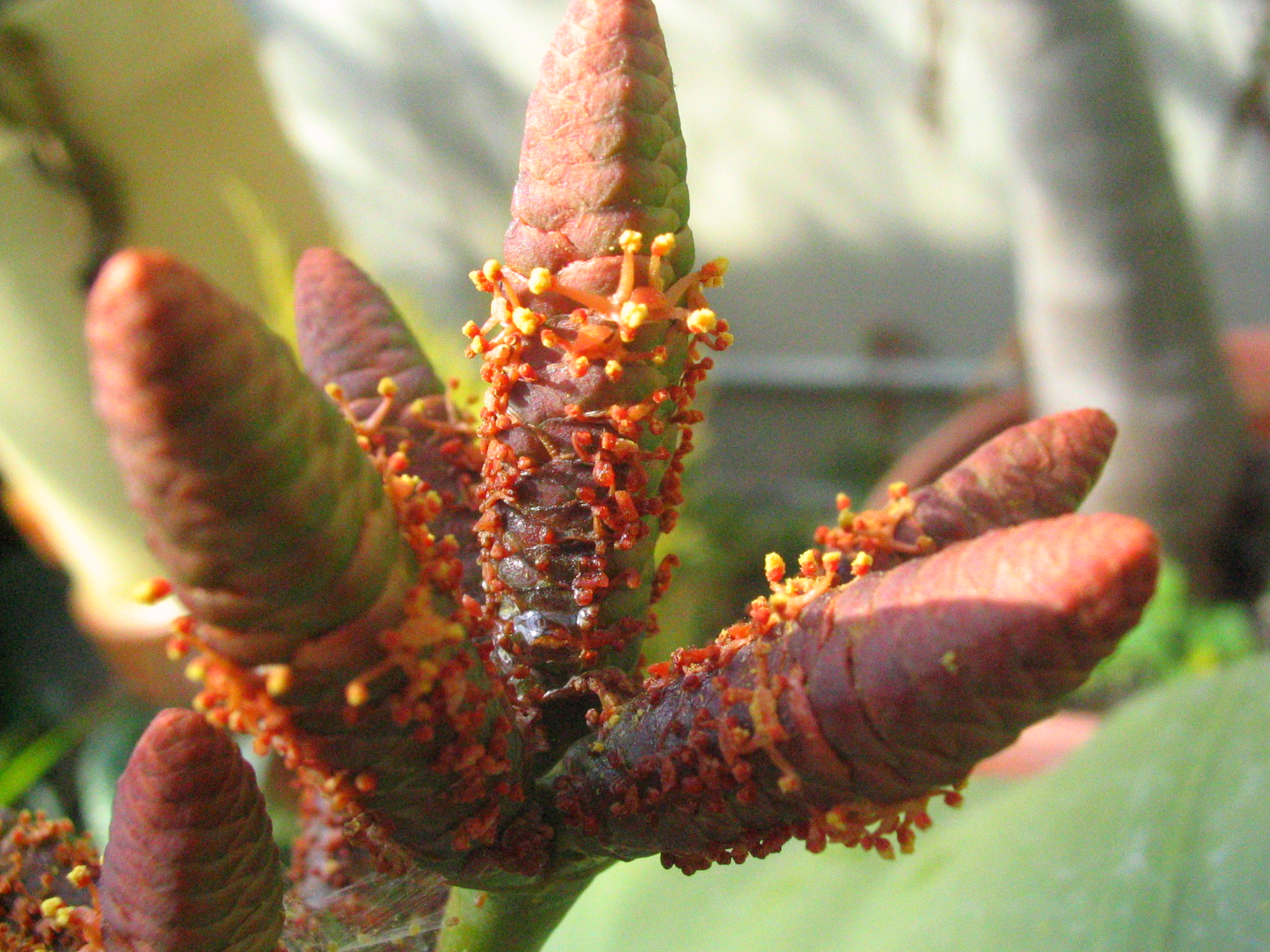
Hímivarú tobozvirágzata
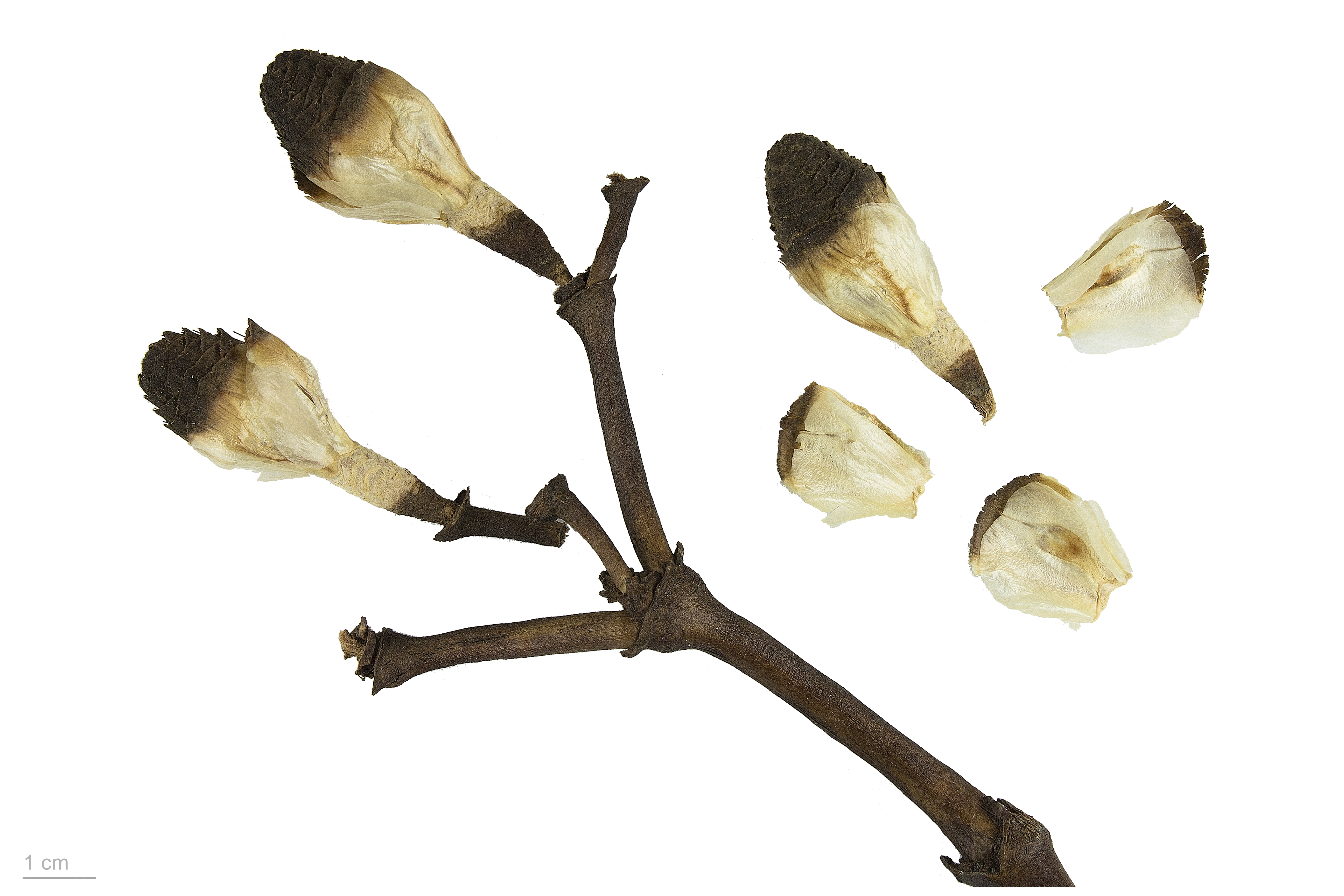
Welwitschia mirabilis - Museum specimen
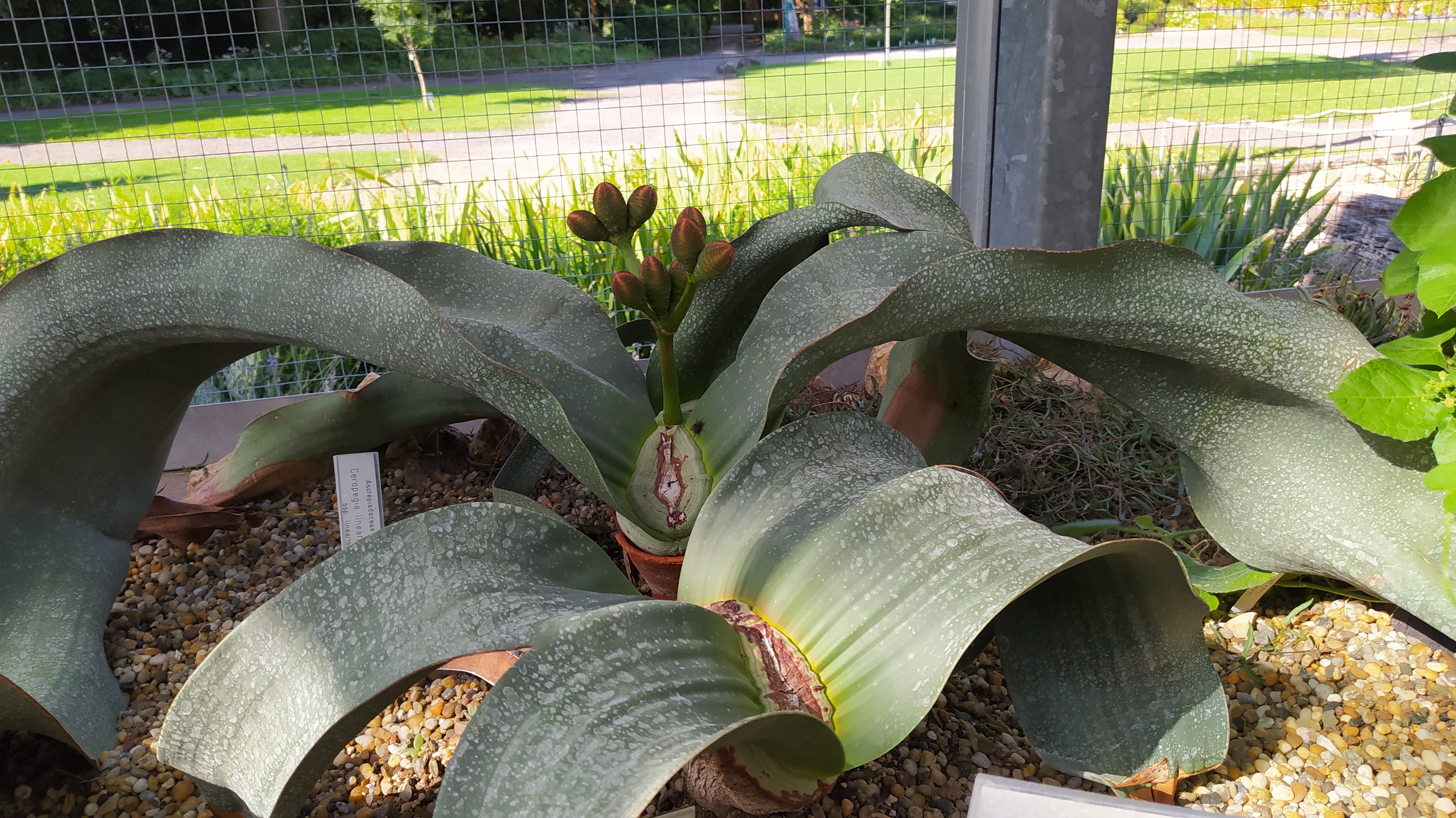
Velvícsiák a vácrátóti Nemzeti Botanikus Kertben